# Crastí
Crastí (en llatí Crastinus) era un militar romà, que va servir sota Juli Cèsar com a primipilus a la Legio X l'any 49 aC. Va servir com a voluntari a la campanya contra Gneu Pompeu l'any 48 aC i ell va ser el primer en iniciar la batalla de Farsàlia, i va dir que tant si moria com si sobrevivia, Cèsar li hauria d'agrair. Va morir en aquesta batalla lluitant a primera línia. En parlen Lucà a la Farsàlia, Juli Cèsar als Comentaris de la Guerra Civil, Florus a Rerum Romanarum, Appià a Bellum Civile i Plutarc a Vides Paral·leles: Pompeu.